# Éveil confusionnel
 (septembre 2012).
L’éveil confusionnel est un trouble du sommeil, il fait partie des parasomnies.

## Épidémiologie
C'est un trouble très fréquent chez le jeune enfant, il pourrait concerner 15 % des enfants. Moins fréquent chez l'adulte, il toucherait entre 3 et 4 % de la population générale.
Il n'existe pas de différence de fréquence du trouble selon le sexe.

## Diagnostic

### Aspects cliniques
L'éveil confusionnel consiste en un épisode d'état confusionnel, survenant pendant ou après le réveil depuis le sommeil lent profond. Ces épisodes pouvant se répéter plusieurs fois par nuit. Ils surviennent le plus souvent durant les premières heures du sommeil, et au sortir d'une sieste. L'éveil confusionnel est très souvent induit par un réveil provoqué.
Le sujet est désorienté dans le temps et dans l'espace, il est ralenti sur le plan psychomoteur (lenteur des idées, difficultés de parole, difficultés de compréhension...). Il peut formuler des propos incohérents.
Son comportement peut être inapproprié, illogique et également incohérent. Il existe souvent une amnésie complète ou quasi complète de l'épisode mais certaines personnes s'en souviennent parfaitement. 
Un éveil confusionnel dure généralement de 5 à 15 minutes, chez l'enfant il peut durer près d'une heure.

### Examens complémentaires
Ils ne sont le plus souvent pas nécessaires, le trouble étant bénin et disparaissant le plus souvent à l'adolescence.
La polysomnographie révèle des éléments typiques des parasomnies par trouble de l'éveil en sommeil lent profond, à savoir un éveil brutal depuis le stade 3 ou 4 de sommeil (sommeil lent profond), avec une activité delta intense et une hypersynchronie.

### Formes cliniques

#### Ivresse du sommeil
Une forme d'éveil confusionnel, survenant le matin au réveil, est appelée ivresse du sommeil. Elle est caractérisée par une très grande difficulté, voire impossibilité de se lever le matin. Cet état peut présenter des caractéristiques semblables à celles de l'éveil confusionnel (amnésie, agressivité...).
L'ivresse du sommeil est une manifestation fréquente retrouvée dans l'hypersomnie idiopathique et parfois dans la narcolepsie.

#### Sexsomnie
Dans la sexsomnie, qui est une parasomnie actuellement non reconnue par l'ICSD-2, on retrouve un état confusionnel associé à des comportements sexuels parfois violents (masturbation, vocalisations sexuelles, assaut du partenaire...).

### Diagnostic différentiel
Il se pose avec les autres parasomnies du sommeil lent profond : somnambulisme, terreur nocturne, avec les troubles du comportement en sommeil paradoxal, et d'autres parasomnies telles que le trouble dissociatif lié au sommeil, le trouble du comportement alimentaire lié au sommeil.

## Traitement
Il n'est le plus souvent pas nécessaire. Cependant lorsque les épisodes sont très fréquents, qu'ils mettent en danger le sujet ou ses proches ou qu'il constitue une véritable contrainte chez le sujet, on peut recourir aux benzodiazépines au coucher, voire aux traitements antidépresseurs.